# Les Fantastiques Années 20
Pour plus de détails, voir Fiche technique et Distribution.
Les Fantastiques Années 20 (The Roaring Twenties) est un film américain réalisé par Raoul Walsh, sorti le 23 octobre 1939.

## Synopsis
The Roaring Twenties raconte l'ascension d'Eddy Bartlett (James Cagney), vétéran de la Première Guerre mondiale, qui se retrouve au chômage à son retour du front. Eddy aspire à suivre le droit chemin mais ne parvient pas à se réinsérer dans la société qu'il retrouve. Le Volstead Act est voté et ratifié en 1919, et la prohibition entre en vigueur aux États-Unis, ce qui ouvre de nouvelles perspectives pour les gangsters américains. Arrêté alors qu'il délivre de l'alcool à son insu, il sort de prison grâce à Panama Smith (Gladys George), une femme impliquée dans le trafic qui paie sa caution. D'abord livreur, puis producteur de son propre alcool de contrebande, Eddy gravit, un à un, les échelons et bâtit un empire lucratif sur le dos des « imbéciles », ceux qui sont prêts à payer pour boire. Eddy ne cesse de rêver de quitter ce milieu où il ne côtoie que des bootleggers.  
Il investit en parallèle dans une flotte taxis, avec l’idée, à terme, de se reconvertir en honnête homme dans un futur qu'il espère proche. Il s'associe avec deux anciens vétérans qu'il a connus au front, George Hally (Humphrey Bogart), un opportuniste sociopathe, et Lloyd Hart (Jeffrey Lynn), un jeune avocat qui devient le protecteur juridique de la bande. Ensemble ils fournissent en alcool un des bars les plus en vue de New York. Eddy jette son dévolu sur Jean Sherman (Priscilla Lane), une jeune chanteuse  qui tente de percer, avec qui il a entretenu une correspondance durant la guerre, mais qui reste insensible à ses avances. La belle est sous le charme du jeune Lloyd, au grand désespoir d'Eddy qui finira par se résigner et laisser ce jeune couple fuir l'ambiance du bar et rejoindre le monde des honnêtes gens. 
La crise de 1929 sonne le glas de la prohibition et marque la fin du règne des trafiquants d'alcool. La société américaine ne veut plus de cette violence abjecte et gratuite. La bande d'Eddy est décimée, il fait un peu de prison et seule Panama demeure à ses côtés, l'aimant silencieusement. Eddy devient chauffeur de taxi et sombre peu à peu dans l'alcoolisme. Seul, George s'est professionnalisé dans la corruption et est devenu un criminel notoire. Des années après, Eddy prend dans son taxi Jean, plus belle que jamais. Elle lui apprend qu'elle et Lloyd ont un enfant et que son mari est désormais au bureau du procureur. Peu de temps après, des hommes de main de George se rendent chez Jean pour la menacer si son mari ne cesse pas ses investigations. Effrayée, elle implore Eddy de l'aider. Mais il refuse catégoriquement. Convaincu par Panama d'aider le jeune couple, Eddy se rend chez George pour lui demander de ne pas tuer leur ancien ami, mais celui-ci refuse et tente maladroitement de tuer Eddy sur le champ. 
Ce dernier, malgré l'alcool qui coule dans ses veines, parvient à prendre le dessus et abat de plusieurs balles George et quelques-uns de ses hommes. Il parvient à sortir de l'immeuble, mais l'un d'eux lui tire deux balles dans le dos, sous les yeux horrifiés de Panama. La police arrive trop tard pour arrêter le massacre et un policier interroge Panama qui tient dans ses mains la tête inanimée d'Eddy, le corps étendu sur des marches enneigées. "Qui était-il et que faisait-il dans la vie ?" lui demande le policier. "Il s'appelait Eddy Bartlett et c'était un caïd", répond-elle en pleurant.

## Fiche technique
- Titre original : The Roaring Twenties
- Titre français : Les Fantastiques Années 1920
- Réalisation : Raoul Walsh
- Scénario : Jerry Wald, Richard Macaulay et Robert Rossen d'après l'histoire The World Moves On de Mark Hellinger
- Direction artistique : Max Parker
- Costumes : Milo Anderson
- Photographie : Ernest Haller
- Effets visuels : Edwin B. DuPar
- Son : Everett Alton Brown
- Musique : Ray Heindorf et Heinz Roemheld (non crédités)
- Montage : Jack Killifer
- Production associée : Samuel Bischoff
- Production déléguée : Hal B. Wallis
- Société de production : Warner Bros. Pictures
- Société de distribution : Warner Bros. Pictures
- Pays de production :  États-Unis
- Langue originale : anglais
- Format : Noir et blanc — 35 mm — 1,37:1 - Mono
- Genre : Film noir et film de gangsters
- Durée : 104 minutes
- Dates de sortie : 
  - États-Unis : 23 octobre 1939
  - France : 27 juillet 1966

## Distribution
- James Cagney : Eddie Bartlett
- Priscilla Lane : Jean Sherman
- Humphrey Bogart : George Hally
- Gladys George : Panama Smith
- Jeffrey Lynn : Lloyd Hart
- Frank McHugh : Danny Green
- Paul Kelly : Nick Brown
- Elisabeth Risdon : Mme Sherman
- Edward Keane (en) : Henderson
- Joe Sawyer : Le sergent
- Robert Elliott : Détective
- Joseph Crehan : Michaels
- George Meeker : Masters
- Vera Lewis : Mme Gray
- Joseph Crehan : Michaels
- John Hamilton : Juge

Acteurs non crédités

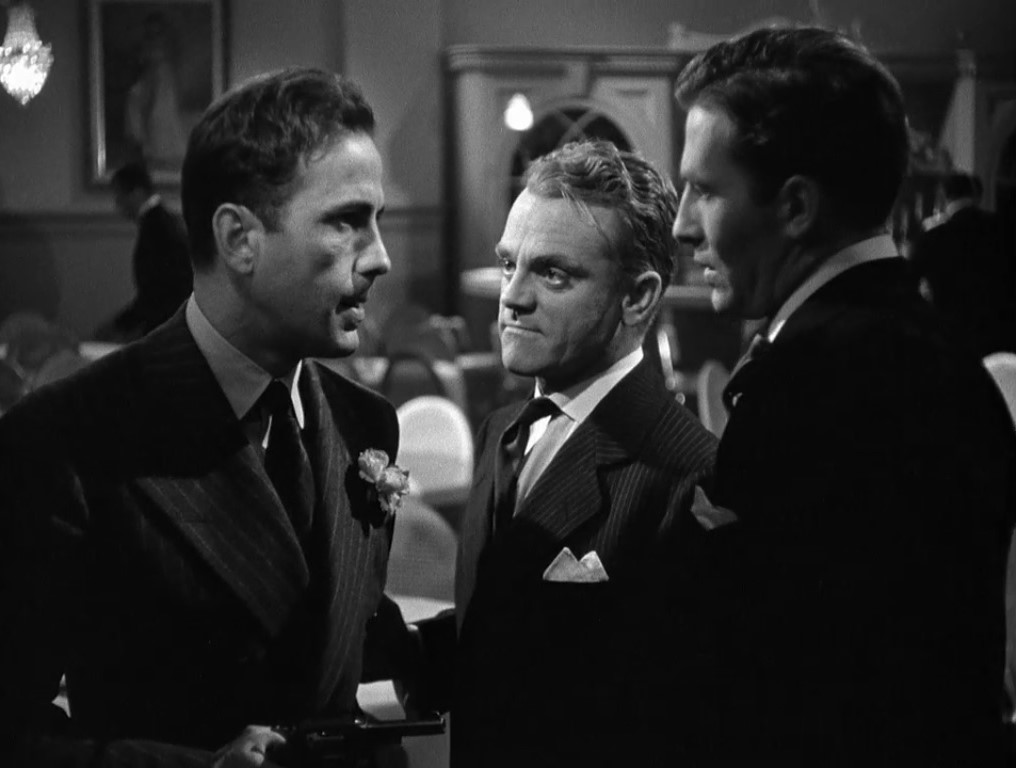
Humphrey Bogart, James Cagney et Jeffrey Lynn

- Murray Alper : un mécanicien de Fletcher
- Glen Cavender : le patron du night-club
- Clay Clement : Bramfield
- Ann Codee : une vendeuse
- Arthur Loft : le propriétaire placide
- Charles C. Wilson : un policier

## Inclus en bonus
- Le crime ne paie pas (Thugs with Dirty Mugs), court-métrage d'animation des Looney Tunes.